# Hasan Gemici
Hasan Gemici (ur. 15 czerwca 1927 w Giresun, zm. 25 czerwca 2001 w Kocaeli), turecki zapaśnik. Złoty medalista olimpijski z Helsinek.

## Kariera
Walczył w stylu wolnym. Zawody w 1952 były jego jedynymi igrzyskami olimpijskimi, triumfował w wadze muszej. W 1951 zdobył złoto na pierwszych igrzyskach śródziemnomorskich.